# Palazzo de Goyzueta

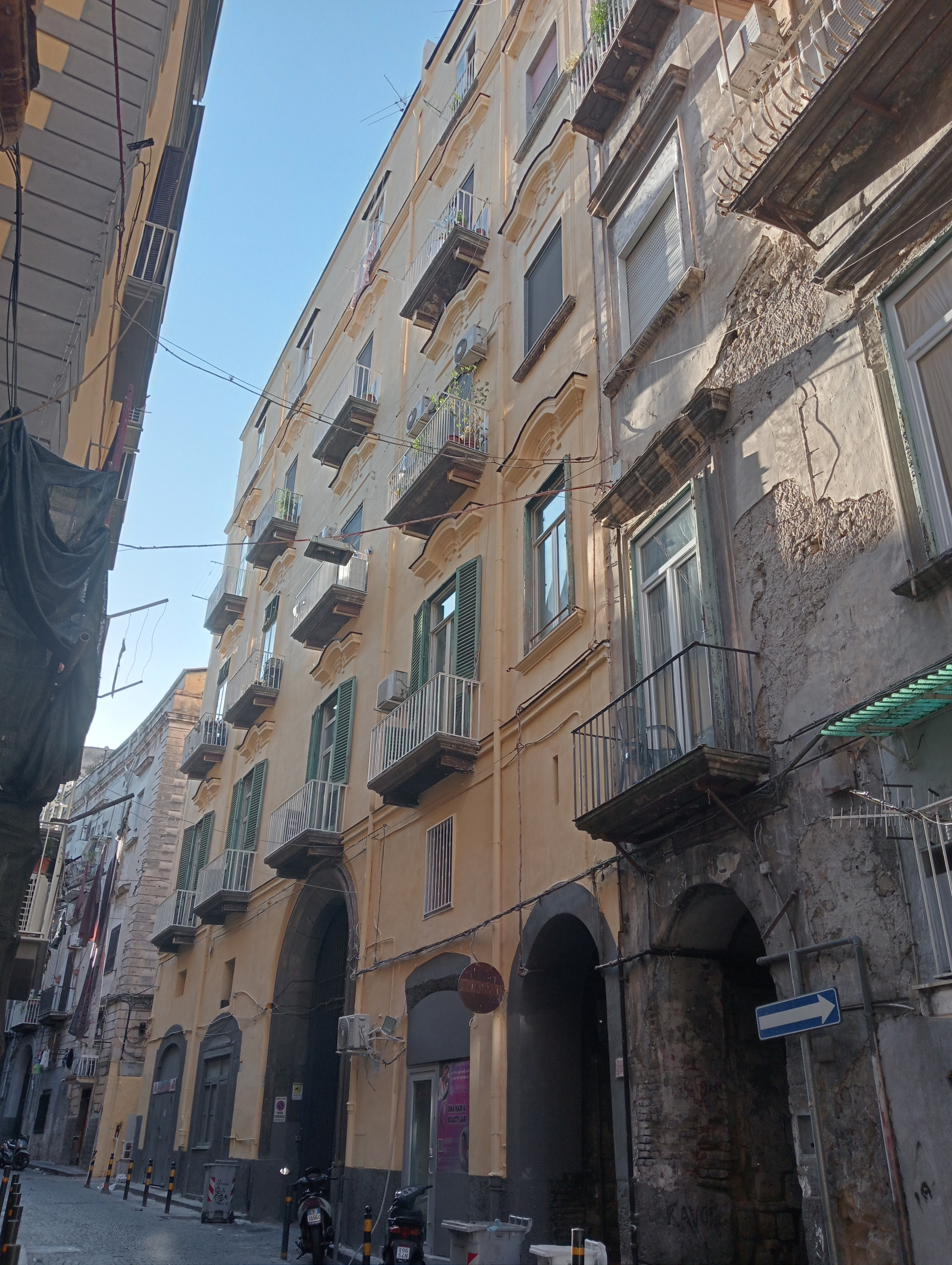
Palazzo de Goyzueta in Neapel: Fassade zur Via Francesco Saverio Correra

Der Palazzo de Goyzueta ist ein Palast aus dem Ende des 16. oder Anfang des 17. Jahrhunderts im Viertel Avvocata in Neapel in der italienischen Region Kampanien. Er liegt in der Via Francesco Saverio Correra, 235.

## Geschichte
Es gibt nur sehr wenige historische Quellen über diesen Palast, der zu den imposantesten des sogenannten „Cavone“ gehört.
Mitte des 15. Jahrhunderts lag das Territorium des heutigen Viertels Avvocata außerhalb des Mauerrings der Stadt Neapel, der im Auftrag des Königs Alfons V. erweitert wurde, und eine Stadtentwicklung gab es darauf so gut wie nicht. Daher gab ebendiese königliche Familie von Aragón – vielleicht Giuliano da Maiano – in dieser von Grün und Ruhe geprägten Gegend ein großes Jagdschloss in Auftrag, die Congiliera. In den beiden folgenden Jahrhunderten erfuhr die Stadt, die eine der Hauptstädte des Vizekönigs der spanischen Krone geworden war, ein enormes Wachstum der Bevölkerung und somit auch der Verstädterung. Somit kann die Errichtung dieses Palastes im Auftrag einer nicht bekannten Adelsfamilie auf das späte 16. oder allenfalls auf die ersten Jahre des 17. Jahrhunderts datiert werden. Im 18. und 19. Jahrhundert wurde er sicherlich verschiedenen Restaurierungs- und Renovierungseingriffen unterzogen (was man an den Dekorationen der Fensterrahmen in den ersten drei Stockwerken sieht) – im 19. Jahrhundert wurde vermutlich auch das oberste Stockwerk aufgesetzt. Im Laufe des 20. Jahrhunderts verfiel der Palast zusehends.

### Die Familie De Goyzueta

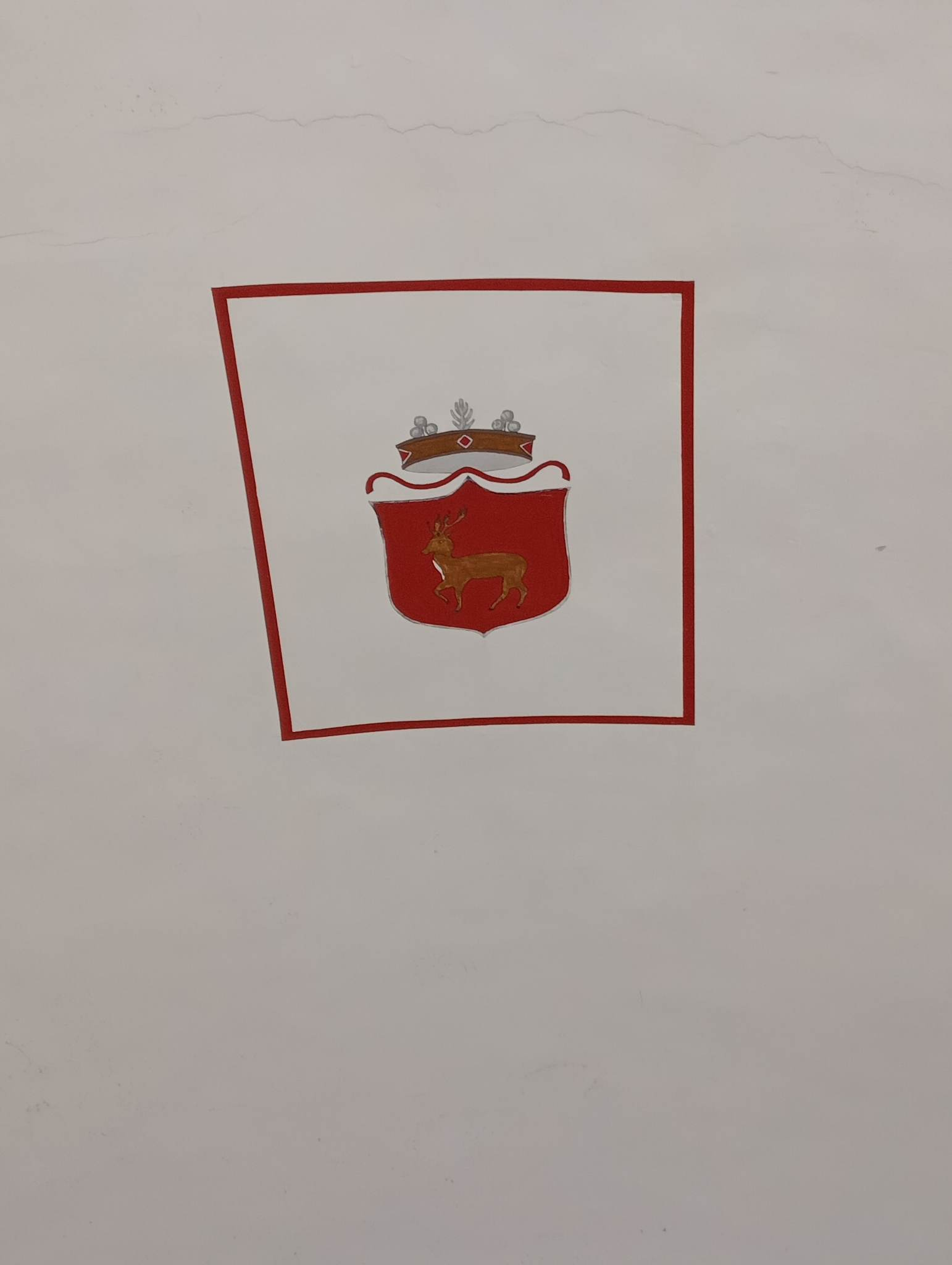
Familienwappen der De Goyzuetas

Die Familie De Goyzueta wird erstmalig in normannisch-sizilianischem Umfeld in der Person des Ugone de Guzzetta, des Schwiegersohns von Graf Roger dem Normannen geschichtlich erwähnt. Im 13. Jahrhundert zog er ins Baskenland, wo er das Dorf Goizueta gründete, das heute noch das Wappen dieser Familie als Gemeindewappen trägt. Im 18. Jahrhundert schließlich kam der Markgraf von Toverena, Juan Asensio de Goyzueta (1711–1782) im Gefolge von König Karl III. von Spanien nach Neapel. Dieser bekleidete verschiedene politische und Verwaltungsämter von Rang (darunter das des Staatssekretariatsministers, eines Generals der königlichen Marine und eines Mitgliedes des Kronrates des noch minderjährigen Königs Ferdinand I.) Es kann nicht ausgeschlossen werden, dass er es war, der das Gebäude zu dem Zweck gekauft hat, seine Familie mit einer eigenen, großen Wohnstatt in Neapel auszustatten, einer Stadt, die damals eine Kapitale von europäischem Rang war. Oder aber es war einer seiner Nachkommen, der dies in der ersten Hälfte des folgenden Jahrhunderts tat. Jedenfalls besitzen die Nachfahren der Markgrafen von Toverena heute noch den Palast und wohnen in einem Teil davon; die Fassaden wurden schließlich 2022 restauriert.

## Beschreibung
Der Palast zeigt sich als massives und hohes Gebäude mit vier Stockwerken und einem L-förmigen Grundriss. Über den Fensterrahmen der ersten drei Stockwerke sind gewellte Tympana angebracht. In der Mitte des Erdgeschosses befindet sich ein Rundbogenportal aus dem 17. Jahrhundert in Piperno, das den Zugang erste zum Empfangssalon mit dem in Tempera gemalten Wappen der Familie „De Goyzueta“ an der Gewölbedecke und dann weiter zum Innenhof vermittelt, an dessen rechter Wand sich die Treppe aus dem 17. Jahrhundert mit zwei Bögen pro Stockwerk in schlechtem Erhaltungszustand erhebt. (Vermutlich wurde die Statik nach dem Erdbeben von 1980 durch Betoninjektionen verstärkt.) An der rechten Seite der Fassade gibt es einen Bogen, der durch eine Gasse zum alten Lagerhaus „San Potito“ führt.